# Германия на «Евровидении-1976»
Германия принимала участие в Евровидении 1976, проходившем в Гааге, Нидерланды. На конкурсе её представляли «Les Humphries Singers» с песней «Sing, sang, song», выступавшие под номером 4. В этом году страна заняла 15-е место, получив 12 баллов. Комментатором конкурса от Германии в этом году был Вулф Миттлер, глашатаем — Макс Шоцер.

## Национальный отбор
Национальный отбор проходил традиционно во Франкфурте-на-Майне. На этот раз участник Евровидения 1976 от Германия решается путём голосования телезрителей, а не с помощью жюри, как это было ранее. Выбор зрителей пал на Тони Маршала с песней «Der Star», однако позже выяснилось, что песня написана задолго до национального отбора, и Маршал был дисквалифицирован. На Евровидение поехала занявшая второе место группа «Les Humphries Singers» с песней «Sing, sang, song».
| Номер | Артист                         | Песня                                   | Голоса | Место |
| ----- | ------------------------------ | --------------------------------------- | ------ | ----- |
| 1     | Тина Йорк                      | «Das alte Haus»                         | 17562  | 12-е  |
| 2     | Группа «Love Generation»       | «Thomas Alva Edison»                    | 58846  | 5-е   |
| 3     | Лена Валотис                   | «Du machst Karriere»                    | 47714  | 7-е   |
| 4     | Брюс Лау                       | «Der Jahrmarkt unserer Eitelkeit»       | 43352  | 9-е   |
| 5     | Ина Детер                      | «Wenn du so bist wie dein Lachen»       | 27903  | 10-е  |
| 6     | Нина и Майк                    | «Komm geh mit mir»                      | 61944  | 4-е   |
| 7     | Мэгги Маэ                      | «Applaus für ein total verrücktes Haus» | 71882  | 3-е   |
| 8     | Группа «Les Humphries Singers» | «Sing Sang Song»                        | 96705  | 2-е   |
| 9     | Ирин Шир                       | «Einmal Wasser, einmal Wein»            | 45032  | 8-е   |
| 10    | Группа «Meeting Point»         | «Es ist ein Mensch»                     | 53568  | 6     |
| 11    | Тони Маршал                    | «Der Star»                              | 118250 | 1     |
| 12    | Пьерра Мартелл                 | «Ein neuer Tag»                         | 24525  | 11-е  |

## Страны, отдавшие баллы Германии
Каждая страна оценивает 10 участников оценками 1-8, 10, 12.
| 3 балла   | 2 балла                              | 1 балл  |
| --------- | ------------------------------------ | ------- |
| Югославия | Испания Люксембург Швейцария Франция | Бельгия |

## Страны, получившие баллы от Германии
| 12 баллов | 10 баллов  | 8 баллов       | 7 баллов  | 6 баллов  |
| --------- | ---------- | -------------- | --------- | --------- |
| Франция   | Австрия    | Великобритания | Монако    | Финляндия |
| 5 баллов  | 4 балла    | 3 балла        | 2 балла   | 1 балл    |
| Швейцария | Нидерланды | Израиль        | Югославия | Ирландия  |